# Neu Boltenhagen
Neu Boltenhagen ist eine Gemeinde im Landkreis Vorpommern-Greifswald in Mecklenburg-Vorpommern. Sie wird vom Amt Lubmin mit Sitz im Seebad Lubmin verwaltet.

## Geografie und Verkehr
Neu Boltenhagen liegt zwischen Greifswald und Wolgast, östlich der Dänischen Wiek (Teil des Greifswalder Boddens). Sie befindet sich am Südrand des Ziesebruchs, durch den die Ziese in Richtung Osten zum Peenestrom fließt. Der Ort liegt nördlich der Bundesstraße 109 an der Bahnstrecke Greifswald-Lubmin. Zirka 14 Kilometer westlich der Gemeinde liegt die Stadt Greifswald und neun Kilometer nordöstlich liegt der Amtssitz Lubmin.

## Ortsteile
- Neu Boltenhagen
- Karbow
- Lodmannshagen
- Spiegelsdorf (Wüstung)

## Geschichte

### Neu Boltenhagen
Der Ort wurde in der zweiten Hälfte des 13. Jahrhunderts von Bolto von Zlarestorp gegründet. Die erste urkundliche Erwähnung des Ortes boltenhaghe(n) stammt aus dem Jahr 1410. Es liegt östlich von Greifswald und damit entgegengesetzt zum namensgleichen Boltenhagen – Akademisch Boltenhagen genannt, dieses liegt westlich von Greifswald. Der Ort befand sich einige Jahrhunderte im Lehnbesitz mehrerer adeliger Familien, darunter deren von Borne und derer von Heyden. 1574 wurde das Dorf Boltenhagen und 1929 Adlig-Boltenhagen genannt. Am 1. Januar 1951 wurde der amtliche Name in Neu Boltenhagen geändert. 1625 verkaufte Bogislaw XIV. (Pommern) die Gemeinde an seinen Jägermeister Otto von Wakenitz, in dessen Familienbesitz es für rund 250 Jahre blieb. In dieser Zeit entstand das Gutshaus in den Jahren 1750 bis 1770. Der Bau selbst könnte den fünf Enkeln des Landrats Carl Albrecht von Wakenitz, verheiratet mit Louise von Gloeden, zuzuschreiben sein. Mit dem Tod Heinrich II. von Wakenitz am 13. Januar 1880 gelangte das Gut sowie das Kirchenpatronat für 345.000 Taler an seinen Schwiegersohn Hugo (v.) Ziemssen, welcher in den persönlichen Adelsstand durch Ordensauszeichnung kam. Er wiederum veräußert den Besitz nur neun Jahre später an den Landwirt und Amtsrat Becker. 1939 war Konrad Becker Gutsbesitzer auf dem Rittergut Adlig Boltenhagen mit Vorwerk Spiegelsdorf. Der 753 ha große Besitz wurde von Verwalter Fritz Dinse geleitet. Der dazugehörige Hof Spiegelsdorf mit 28 ha ist an Karl Krause verpachtet. Nach dem Zweiten Weltkrieg und der Gründung der DDR bestimmen die LPGn das wirtschaftliche und gesellschaftliche Leben in der Gemeinde. Nach der Wende gelangt Neu Boltenhagen zum Amt Lubmin. Zum Stichtag 30. Juni 2007 lebten 637 Einwohner in Neu Boltenhagen. 2010 feierte Neu Boltenhagen sein 600-jähriges Bestehen. 2008 eröffnete ein DDR-Museum.

### Karbow

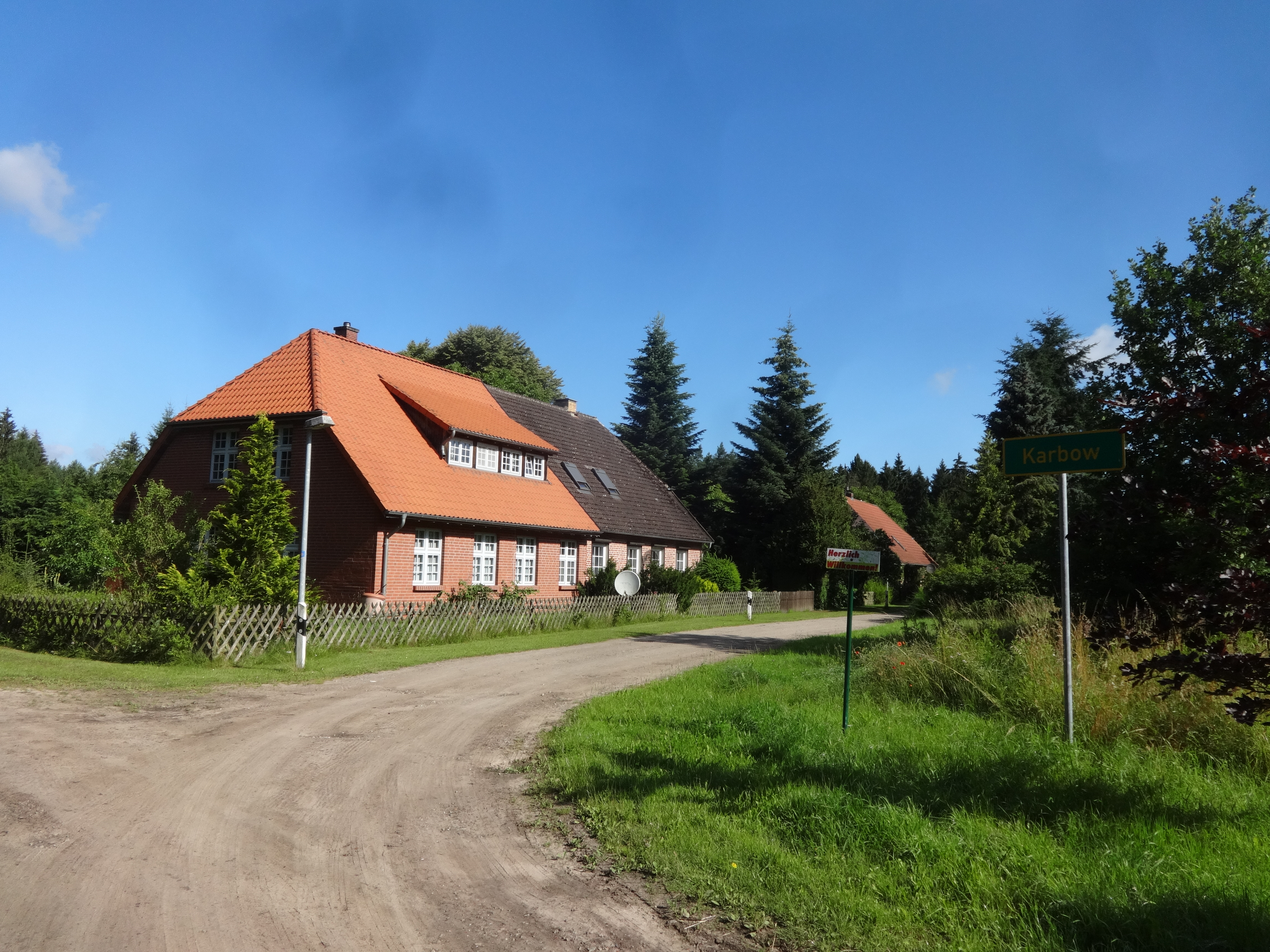
Karbow

Karbow wurde 1502 erstmals als Carbow urkundlich erwähnt. Erst nach 1763 setzte sich die Schreibung mit K durch. Es ist eine altslawische Gründung, der Name bedeutet „Hamster“. Es befand sich zunächst im Lehnbesitz derer von Owstin, darunter sind Christof von Owstin im Jahr 1690, Joachim von Owstin ab 1696 und Carl Christof von Owstin im Jahr 1743 überliefert. 1791 kam es zu einem erneuten Wechsel an einen bislang unbekannten Käufer. 1815 erklärte das Hofgericht in Greifswald den Ort zum Freigut, d. h. zu einem (teilweise) lastenfreien, abgabenfreien Landgut. Mit dem Bau der Bundesstraßen 109 und 111 verlor Karbow seine unmittelbare Anbindung an die Nachbargemeinden. Weitere Eigentümer der Gemeinde waren Gustav Adolf Plath ab 1835 sowie sein Sohn Ernst Platz. 1883 war Carl (Karl) von Behr als Eigentümer verzeichnet. Nach dem Zweiten Weltkrieg wurde das Gut im Rahmen der Bodenreform 1946/47 zunächst aufgesiedelt, was zu einem Rückgang der Landwirtschaft führte. Ende der fünfziger Jahre wurden die Stallungen und Ländereien der Landwirtschaftlichen Produktionsgenossenschaft (LPG) Neu-Boltenhagen angeschlossen. Im Gutshaus waren nach dem Krieg Umsiedler aus den ehemaligen Ostgebieten untergebracht. Deren häufiger Wechsel und die ungeklärten Eigentumsverhältnisse führten zum Zerfall des Hauses, so dass es schließlich abgerissen wurde. Die Stallungen wurden noch längere Zeit von der LPG genutzt, verfielen aber immer mehr.

### Lodmannshagen
Lodmannshagen wurde 1350 erstmals urkundlich als lodemanshaghen erwähnt. Erst nach 1699 wird der aktuelle Name angewandt. Es ist entsprechend dem Namen eine frühdeutsche Gründung (Rodung = Hagen); der Name ist zu deuten als „Wald des berühmten Mannes“. Das kleine adelige Gut kam durch Schenkungen in den Besitz wechselnder Hofbeamter, bis es 1649 von Wrangel gekauft wurde. Ende des 17. Jahrhunderts pachteten Bauern die Höfe, bevor diese im 19. Jahrhundert endgültig in deren Besitz übergingen. Im Ort befinden sich im 21. Jahrhundert ein Schlachthof, eine Wassermühle mit Wasserfall und Wehr der Ziese im Besitz der Familie von Bomhard sowie ein Weinberg.

### Spiegelsdorf (Wüstung)

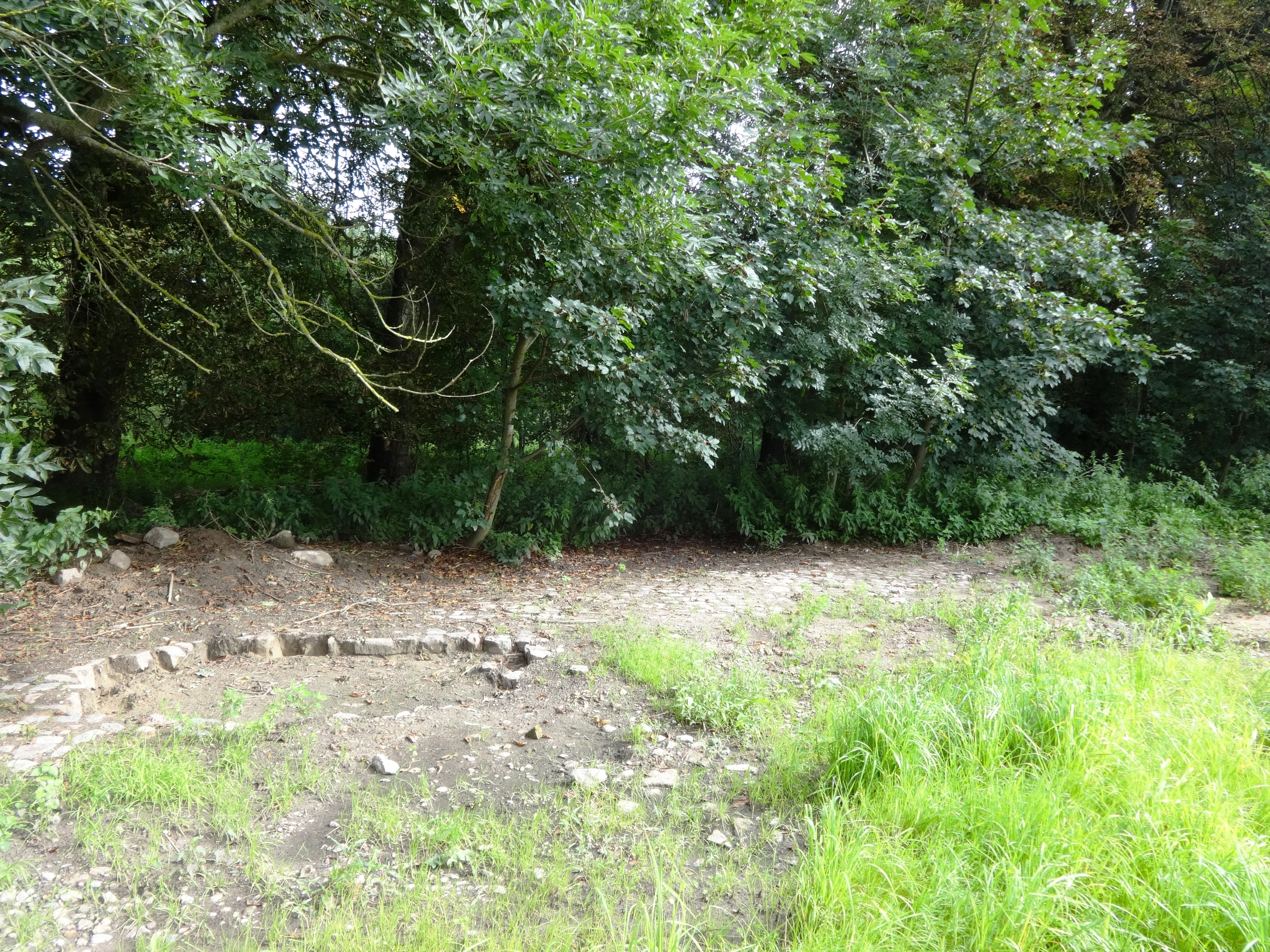
Fundamentreste in Spiegelsdorf

Spiegelsdorf wurde 1360 als „Speghelstorp“ urkundlich genannt. Es ist eine frühdeutsche Gründung – der Name ist wohl als Flurname für – Spiegel = See oder Teich zu deuten. In der ehemaligen Ortslage gab es mehrere Sölle. Spiegelsdorf wurde nach 1970 eine moderne Wüstung. Im Satellitenbild ist noch die Dorfstruktur im Wildwuchs und den alten Hecken zu erkennen. Selbst Grundstücksgrenzen sind noch erkennbar. Lediglich der Straßenname „Spiegelsdorfer Allee“ und „Spiegelsdorfer Damm“ von Neu Boltenhagen nach Wüstung Spiegelsdorf sowie in Greifswald der Straßenname „Spiegelsdorfer Wende“ sind noch geblieben. Ein rund acht Tonnen schwerer Findling mit einer Gedenktafel erinnert seit Juni 2017 an den deutschen Agrarwissenschaftler Georg Blohm, der in Spiegelsdorf einen Hof besaß.

## Politik
Die Gemeindevertretung besteht aus acht Personen, wovon nach der Wahl zur Gemeindevertretung am 9. Juni 2024 sieben der Wählergemeinschaft „Einheit Neu Boltenhagen“  und eine der CDU angehören. Die Wahlbeteiligung lag bei 71,9 %. Bei der vorangegangenen Wahl am 26. Mai 2019 waren alle Sitze an die Wählergemeinschaft gefallen, da nur sie einen Wahlvorschlag eingereicht hatte, und die Wahlbeteiligung lag bei 59,0 %.
Kati Müller wurde am 10. Juli 2024 Bürgermeisterin von Neu Boltenhagen. Bei der Direktwahl am 9. Juni 2024 hatte sie sich mit einem Stimmenanteil von 82,9 % gegen eine weitere Einzelbewerberin durchgesetzt. Die Wahlbeteiligung lag bei 71,9 %
Müllers Vorgänger Frank Schiller war am 27. April 2023 durch den Gemeinderat zum Bürgermeister gewählt worden, da für eine am 16. April geplante Direktwahl kein Wahlvorschlag eingereicht worden war. Die Neuwahl war erforderlich geworden, da der bisherige Bürgermeister Matthias Uecker (Wählergemeinschaft „Einheit Neu Boltenhagen“) sein Mandat niedergelegt hatte. Dieser war am 23. April 2017 ein erstes Mal ins Amt gewählt worden. Er löste damals Jaqueline Bülow ab, die bei der Kommunalwahl 2014 gewählt worden war, aber überraschend zum Jahreswechsel 2016/17 ihr Amt niederlegte. Die Wahlbeteiligung betrug bei der Wahl Ueckers 29 Prozent. Bei der Kommunalwahl 2019 trat Uecker erneut an und wurde mit 83,7 % der gültigen Stimmen wiedergewählt. Die Wahlbeteiligung lag diesmal bei 59 Prozent.

### Wappen, Flagge, Dienstsiegel
Die Gemeinde verfügt über kein amtlich genehmigtes Hoheitszeichen, weder Wappen noch Flagge. Als Dienstsiegel wird das kleine Landessiegel mit dem Wappenbild des Landesteils Vorpommern geführt. Es zeigt einen aufgerichteten Greifen mit aufgeworfenem Schweif und der Umschrift „GEMEINDE NEU BOLTENHAGEN“.

## Religion
26 % der Einwohner sind evangelisch, 3 % katholisch. Die evangelische Kirchengemeinde mit der St.-Marien-Kirche gehört zum Pfarramt Katzow in der Propstei Demmin des Pommerschen Evangelischen Kirchenkreises der Evangelisch-Lutherischen Kirche in Norddeutschland. Für die wenigen Katholiken sind die Pfarrei St. Salvator (Anklam) und die Herz-Jesu-Kirche (Wolgast) zuständig.

## Kultur und Weinanbau
In Neu Boltenhagen existieren eine Kindertagesstätte, ein Freizeit- und ein Heimatverein, ein Förderverein für die Kirche St. Marien sowie eine Freiwillige Feuerwehr. Daneben gibt es eine Galerie sowie ein DDR-Museum. Im Ortsteil Lodmannshagen liegt Deutschlands nördlichster Weinberg.

## Sehenswürdigkeiten

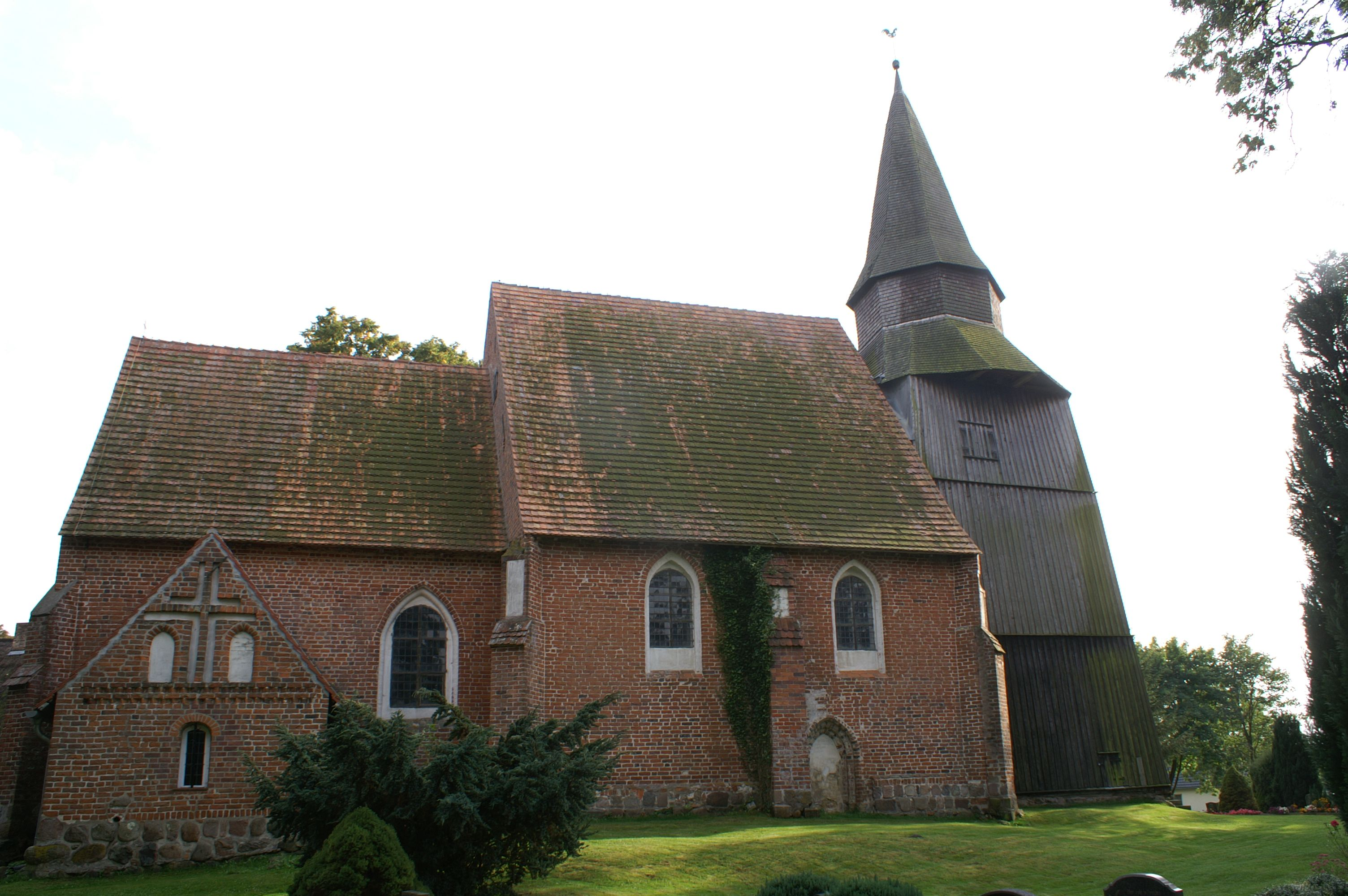
St.-Marien-Kirche

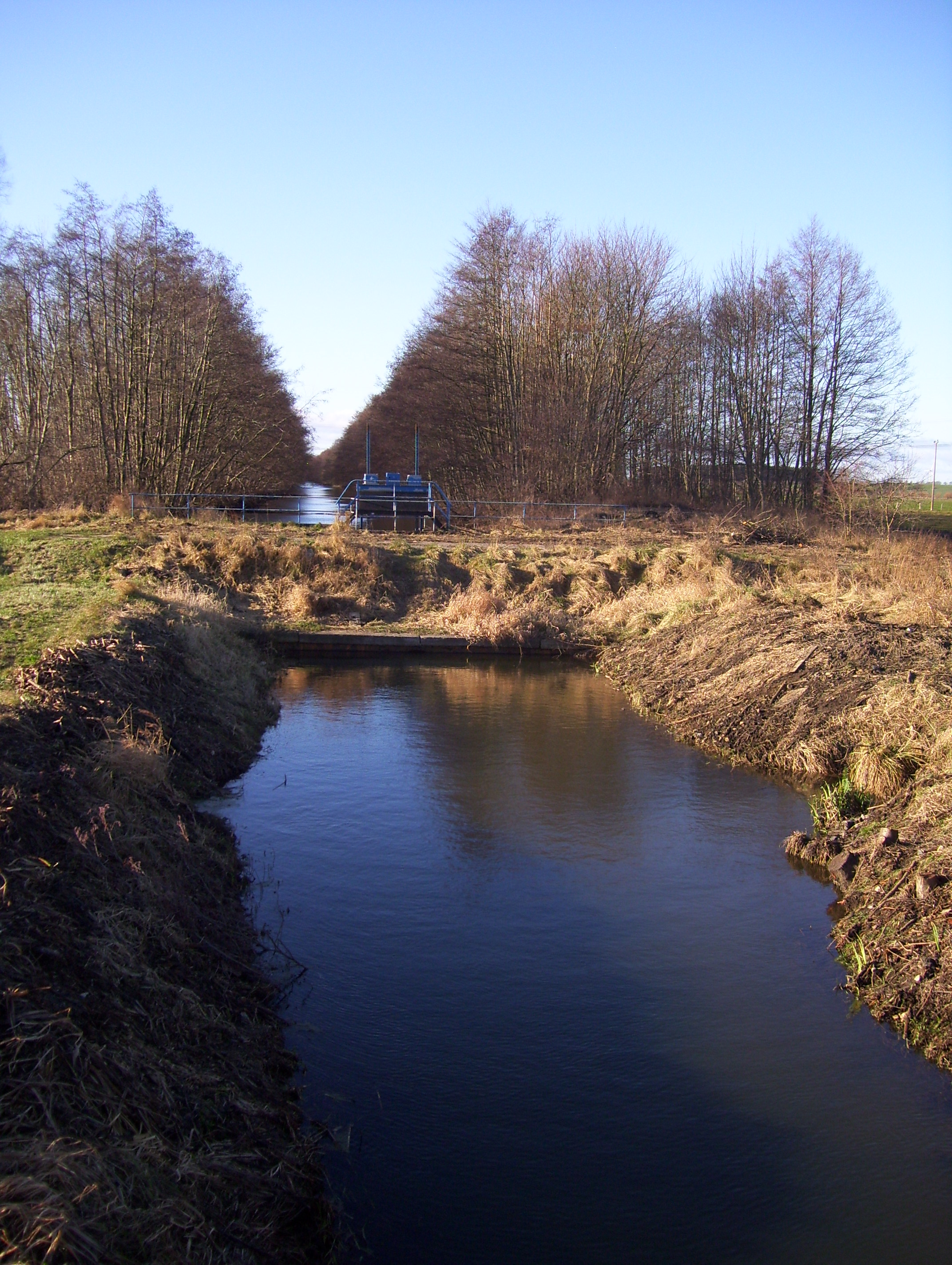
Ziese-Wehr bei Lodmannshagen

- St.-Marien-Kirche, ein frühgotischer Backsteinbau aus dem 13. Jahrhundert. Im Innern befinden sich eine Fünte aus Granit, die aus der Zeit um 1250 stammt sowie ein Kanzelaltar von Andreas Pahlmann nach einem Entwurf von Andreas Mayer aus dem Jahr 1767.
- Gutshaus Neu Boltenhagen aus dem 18. Jahrhundert (Treppenhaus unter Denkmalschutz). Der zweigeschossige, 9-achsige Putzbau diente nach 1945 als Großküche einer Maschinen-Traktoren-Station, in den 1980er Jahren kommunalen Einrichtungen, einer Arztpraxis sowie einem Frisör. Er wird heute (2015) als Veranstaltungsraum genutzt. Das Gut war u. a. im Besitz der Familie von Wakenitz (1625–?).
- Turmhügel Karbow
- Bronzezeitliche Hügelgräber bei Karbow

## Söhne und Töchter des Ortes
- Wilhelm Titel (1784–1862), Maler und Universitätszeichenlehrer
- Wilhelm Dietrich von Wakenitz (1728–1805), preußischer Rittmeister, hessen-kasselischer General und Finanzminister